# 우랄 항공의 운항 노선
2016년 7월 기준, 우랄 항공의 취항지는 다음과 같다.

## 운항 노선

### 아시아

#### 동아시아
- 중화인민공화국
  - 베이징 - 베이징 서우두 국제공항
  - 상하이 - 상하이 푸둥 국제공항
  - 하얼빈 - 하얼빈 타이핑 국제공항

#### 동남아시아
- 태국
  - 방콕 - 수완나품 국제공항
  - 끄라비 - 끄라비 국제공항

#### 서남아시아
- 아랍에미리트
  - 두바이 - 두바이 국제공항
  - 라스알카이마 - 라스알카이마 국제공항
- 이스라엘
  - 텔아비브 - 벤구리온 국제공항
  - 에이라트 - 오브다 공항

#### 중앙아시아
- 아르메니아
  - 예레반 - 츠바르트노츠 국제공항
  - 귬리 - 쉬라크 공항
- 아제르바이잔
  - 바쿠 - 헤이다르 알리예프 국제공항
  - 간자 - 간자 국제공항
  - 콰발라 - 콰발라 국제공항
- 우즈베키스탄
  - 타슈켄트 - 타슈켄트 국제공항
  - 사마르칸트 - 사마르칸트 국제공항
  - 누쿠스 - 누쿠스 공항
- 조지아
  - 트빌리시 - 트빌리시 국제공항
  - 바투미 - 바투미 국제공항 계졀편
  - 쿠타이시 - 쿠타이시 국제공항
- 타지키스탄
  - 두샨베 - 두샨베 국제공항
  - 쿨롭 - 쿨롭 공항
  - 후잔트 - 후잔트 공항
- 카자흐스탄
  - 아스타나 - 아스타나 국제공항
  - 알마티 - 알마티 국제공항
- 키르기스스탄
  - 비슈케크 - 마나스 국제공항
  - 오시 - 오시 공항

### 유럽

#### 서유럽
- 프랑스
  - 파리 - 파리 샤를 드 골 국제공항
- 독일
  - 뮌헨 - 뮌헨 국제공항

#### 남유럽
- 그리스
  - 테살로니키 - 테살로니키 국제공항 계졀편
  - 이라클리오 - 이라클리오 국제공항 계졀편
- 몬테네그로
  - 포드고리차 - 포드고리차 국제공항
  - 티바트 - 티바트 공항
- 몰도바
  - 키시너우 - 키시너우 국제공항
- 세르비아
  - 베오그라드 - 베오그라드 니콜라 테슬라 국제공항
- 스페인
  - 바르셀로나 - 바르셀로나 엘프라트 국제공항
- 이탈리아
  - 로마 - 레오나르도 다 빈치 국제공항
  - 카타니아 - 카타니아 폰타나로사 공항 계졀편
- 크로아티아
  - 풀라 - 풀라 공항 계졀편
- 키프로스
  - 라르나카 - 라르나카 국제공항
- 튀르키예
  - 안탈리아 - 안탈리아 공항
- 포르투갈
  - 리스본 - 리스본 포르텔라 국제공항

#### 동유럽
- 러시아
  - 모스크바 - 도모데도보 국제공항 메인 허브
  - 모스크바 - 주코프 스키 국제공항
  - 상트페테르부르크 - 풀코보 국제공항 제2 허브
  - 블라디보스토크 - 블라디보스토크 국제공항
  - 노보시비르스크 - 톨마초보 국제공항
  - 사마라 - 코로무시 국제공항 제2 허브
  - 소치 - 소치 국제공항
  - 예카테린부르크 - 콜초보 국제공항 메인 허브
  - 우파 - 우파 국제공항 제2 허브
  - 울란우데 - 바이칼 국제공항
  - 이르쿠츠크 - 이르쿠츠크 국제공항 제2 허브
  - 카잔 - 카잔 국제공항
  - 크라스노다르 - 크라스노다르 국제공항
  - 크라스노야르스크 - 예밀야노보 국제공항
  - 튜멘 - 로시치노 국제공항
  - 케메로보 - 케메로보 국제공항
  - 겔렌지크 - 겔렌지크 공항 계졀편
  - 나망간 - 나망간 공항
  - 니즈네바르톱스크 - 니즈네바르톱스크 공항
  - 니즈니 노브고로드 - 니즈니 노브고로드 공항
  - 로스토프나도누 - 로스토프나도누 공항
  - 미네랄니예보디 - 미네랄니예보디 공항 제2 허브
  - 바르나울 - 바르나울 공항
  - 블라고베시첸스크 - 이그나톄보 공항
  - 아나파 - 아나파 공항
  - 야쿠츠크 - 야쿠츠크 공항
  - 첼랴빈스크 - 첼랴빈스크 공항 제2 허브
  - 치타 - 카달라 공항
  - 칼루가 - 그라체보 공항
  - 칼리닌그라드 - 크라브로와 공항
  - 페트로파블롭스크캄차츠키 - 페트로파블롭스크캄차츠키 공항
- 불가리아
  - 부르가스 - 부르가스 공항 계졀편
- 우크라이나
  - 심페로폴 - 심페로폴 국제공항
- 체코
  - 프라하 - 프라하 바츨라프 하벨 국제공항

#### 북유럽
- 핀란드
  - 헬싱키 - 헬싱키 국제공항

## 단항 노선

### 아시아

#### 동아시아
- 중화인민공화국
  - 광저우 - 광저우 바이윈 국제공항
- 몽골
  - 울란바타르 - 칭기즈 칸 국제공항

#### 동남아시아
- 인도네시아
  - 바탐 - 항 나딤 공항

#### 서남아시아
- 아랍에미리트
  - 두바이 - 알막툼 국제공항

### 아프리카

#### 북아프리카
- 이집트
  - 샤름엘셰이크 - 샤름엘셰이크 국제공항

### 유럽

#### 서유럽
- 독일
  - 슈투트가르트 - 슈투트가르트 공항
  - 쾰른/본 - 쾰른 본 공항

#### 남유럽
- 이탈리아
  - 밀라노 - 밀라노 말펜사 국제공항
- 크로아티아
  - 스플리트 - 스플리트 공항

#### 동유럽
- 러시아
  - 모스크바 - 셰레메티예보 국제공항
  - 나딤 - 나딤 공항
  - 나베레즈니예첼니 - 나베레즈니예첼니 공항
  - 노비우렌고이 - 노비우렌고이 공항
  - 살레하르트 - 살레하르트 공항
- 불가리아
  - 바르나 - 바르나 공항
- 우크라이나
  - 키예프 - 보리스필 국제공항
  - 키예프 - 키예프 줄랴니 국제공항
  - 하르키프 - 하르키프 국제공항
- 체코
  - 카를로비 바리 - 카를로비 바리 공항
- 헝가리
  - 부다페스트 - 부다페스트 페리 헤지 국제공항

#### 남유럽
- 그리스
  - 아테네 - 아테네 국제공항